# Gerhard Kleiner
Gerhard Kleiner (* 7. Februar 1908 in Seelow; † 26. April 1978 in Oberursel) war ein deutscher Klassischer Archäologe.

Gerhard Kleiner studierte zunächst an der Universität Tübingen und wechselte dann an die Universität Berlin. Er beendete das Studium an der Universität München bei Ernst Buschor, bei dem er 1934 mit einer Studie zu den Tanagra-Figuren promoviert wurde. Als Assistent war er von 1934/35 an der Universität Königsberg bei Guido Kaschnitz von Weinberg tätig. 1935/36 erhielt er das Reisestipendium des Deutschen Archäologischen Instituts. Von 1937 bis 1940 war er Kustos am Pergamonmuseum. 
Im Jahr 1944 erfolgte seine Habilitation an der Berliner Universität bei Gerhart Rodenwaldt. Er wurde 1946 Professor mit Lehrauftrag an der Universität Berlin, 1948 erfolgte seine Umhabilitation an die Universität Hamburg. In München war er nach dem Krieg für die Betreuung der antiken Münzen in der Staatlichen Münzsammlung zuständig. In Hamburg wurde er zum Professor ernannt und lehrte dort von 1950 bis 1952. Anschließend war er am Wiederaufbau der Abteilung Istanbul des Deutschen Archäologischen Instituts beteiligt; 1954 wurde er zu deren Zweiten Direktor gewählt. Vom Sommersemester 1956 lehrte er bis zu seiner Emeritierung 1973 an der Universität Frankfurt. Sein Nachfolger in Frankfurt wurde Hans von Steuben. Im Jahr 1958 übernahm Kleiner die Grabungsleitung in Milet.
Zu Kleiners Arbeitsschwerpunkten gehörten der Hellenismus und die Ausgrabungen von Milet.

## Schriften (Auswahl)
- Tanagrafiguren. Untersuchungen zur hellenistischen Kunst und Geschichte (= Jahrbuch des Deutschen Archäologischen Instituts. Ergänzungs-Heft. 15, ISSN 0342-3948). de Gruyter, Berlin 1942 (neu herausgegeben von Klaus Parlasca. ebenda 1984, ISBN 3-11-008982-3).
- Alexanders Reichsmünzen. Abhandlungen der Deutschen Akademie der Wissenschaften zu Berlin. Philosophisch-Historische Klasse. Jahrgang 1947 Nr. 5. Akademie-Verlag, Berlin 1949.
- Die Begegnungen Michelangelos mit der Antike. Gebr. Mann, Berlin 1950.
- Diadochen-Gräber (= Sitzungsberichte der Wissenschaftlichen Gesellschaft an der Johann-Wolfgang-Goethe-Universität Frankfurt am Main. Bd. 1, Nr. 3, ISSN 0512-1523). Steiner, Wiesbaden 1963.
- Nachwort in: Konrad Helbig: Minoische Kunst (= Insel-Bücherei. 821). Insel-Verlag, Frankfurt am Main 1964.
- Alt-Milet (= Sitzungsberichte der Wissenschaftlichen Gesellschaft an der Johann-Wolfgang-Goethe-Universität Frankfurt am Main. Bd. 4, Nr. 1). Steiner, Wiesbaden 1966.